# Тендо Мукалази
Тендо Мукалази (свах. Tendo Mukalazi; Кигали, 15. јун 2002) угандски је пливач чија специјалност су спринтерске трке прсним и леђним стилом. национални је рекордер Уганде у трци на 50 прсно у великим базенима.
Члан је пливачког клуба Долфинси из Кампале.

## Спортска каријера
Мукалази је дебитовао на међународној сцени на светском првенству у корејском Квангџуу 2019, где је  наступио у три дисциплине. У квалификацијама трке на 50 прсно испливао је време од 32,64 секунде, што је био уједно и нови национални рекорд те земље (укупно 65. време квалификација). У трци на 50 леђно био је 64, док је мешовита угандска штафета на 4×100 слободно (у саставу Амбала, Тумба, Мукалази и Меја) заузела 31. место уз нови национални рекорд од 4:00,09 минута.